# Simeon B. Marsh
Simeon B Marsh, född 1798, död 1875.  Organist, sångledare och kompositör från USA. Han finns bland annat representerad i Frälsningsarméns sångbok 1990 (FA nr 462).

## Psalmer
- Jesus, du som älskar mig (FA nr 462) tonsatt 1834.